# Genetikai kód

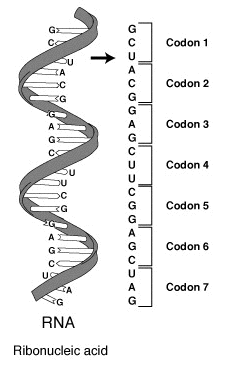
Az RNS kodonjai

Az egyszálú RNS és a kettős szálú DNS megfelelő nukleobázisainak összehasonlítása

A genetikai kód az a kódrendszer, amellyel a sejtek nukleinsavaiban (DNS és RNS) található információ fehérjékké fordítódik le. Az információ dekódolása a riboszómákon zajlik, amely a mRNSek nukleotidsorrendjét hármasával leolvasva, a tRNS-ek segítségével adott sorrendű aminosavláncot hoz létre. A genetikai kód valamennyi élőlényben egyforma, csak a mitokondriumokban és egyes egysejtű élőlényekben tér el kissé.
A kód azt határozza meg, hogy a DNS vagy RNS láncában egymás után következő nukleotid-hármasok alapján milyen sorrendben épülnek be az aminosavak a fehérjébe annak szintézise során. A három nukleotid (az úgynevezett kodon) egy aminosavat kódol. 

## Áttekintés
A szervezet felépítésére vonatkozó információ a DNS-ben található, annak bázissorrendjében, szekvenciájában. A DNS-en elhelyezkedő egyes génekről hírvivő RNS (mRNS) íródik át ami a sejtmagból (eukarióta sejt esetén) kikerül a citoplazmába és a riboszómák az RNS bázissorrendje alapján a tRNSek segítségével összeállítják a szintén láncszerű (a láncot aminosavak alkotják) fehérjéket. A fehérjék határozzák meg, hogy egy sejtnek milyen a felépítése és milyen kémiai reakciók zajlanak le benne.

## Felfedezése
Miután Watson és Crick felfedezte a DNS szerkezetét, a következő lépés a sejtek működésének megértésben az volt, hogy a nukleinsavak nukleotid- vagy bázissorrendje hogyan fordítódik le a fehérjék aminosavsorrendjére. Mivel négyfajta nukleotidnak (adenin, guanin, citozin, timin – illetve az RNS-ben timin helyett uracil; rövidítve A, G, C, T és U) 20 aminosavat kell kódolnia, a kód nem állhatott két nukleotidból, mert az csak 16 különböző variációt tesz lehetővé (négyes számrendszer: 42). Feltételezték, hogy egy aminosavat legalább három bázis kódol, amelyek 64-féleképpen tudnak kapcsolódni egymás után. 1958-ban Crick megalkotta a molekuláris biológia centrális dogmáját, a DNS, az RNS és a fehérjék közötti információáramlás teóriáját, amely leírja a genetikai információ áramlását a DNS-től az RNS-ig és a fehérjéig.
1961-ben Crick és munkatársai bebizonyították, hogy a kodon három bázisból áll. Ugyanebben az évben Marshall Nirenberg és Heinrich J. Matthaei sejtmentes transzlációs rendszerben kimutatta, hogy a poliuracilról (melynek szekvenciája UUUUU...) csak fenil-alanint tartalmazó peptidlánc íródik át, vagyis a fenil-alanin kódja UUU. Ezután Severo Ochoa laboratóriumában hasonló módszerrel kiderítették, hogy az AAA lizint kódol, a CCC pedig prolint. A kód többi részét Har Gobind Khorana fejtette meg többféle bázist tartalmazó (pl. ACACAC...) nukleotidláncok segítségével. Tőle függetlenül Nirenberg is sok kódot meghatározott a tRNSek aminosavkötőképességének segítségével. Robert W. Holley a transzfer RNS szerkezetét határozta meg, amely megköti az aminosavakat és az mRNS megfelelő kodonjához kapcsolódik. A három kutató (Nirenberg, Khorana, Holley) 1968-ban fiziológiai Nobel-díjban részesült.

## A kódtábla
Az alábbi táblázatban látható, hogy a DNS-ben az egyes kodonok milyen aminosavnak felelnek meg. RNS esetén a timin (T) uracilra (U) cserélendő. Három kodon, a TAA, TGA és TAG nem kódol aminosavat, hanem megállítja az átírást, ezek az ún. stopkodonok; olyan szerepet játszanak, mint a pont a mondat végén. A stopkodonokat "színük alapján" különböztetik meg. 
Az aminosavak kémiai jellege oldalláncuk alapján:
| apoláris | poláris | bázikus | savas | (stopkodon*) |

 (*a kémiai jelleg szerinti színeknek nincs közük a stopkodonok színeihez)
| első bázis | második bázis | második bázis        | második bázis | második bázis   | második bázis | második bázis                                                                        | második bázis | második bázis                                                                        | harmadik bázis |
| első bázis | T             | T                    | C             | C               | A             | A                                                                                    | G             | G                                                                                    | harmadik bázis |
| ---------- | ------------- | -------------------- | ------------- | --------------- | ------------- | ------------------------------------------------------------------------------------ | ------------- | ------------------------------------------------------------------------------------ | -------------- |
| T          | TTT           | (Phe/F) Fenil-alanin | TCT           | (Ser/S) Szerin  | TAT           | (Tyr/Y) Tirozin                                                                      | TGT           | (Cys/C) Cisztein                                                                     | T              |
| T          | TTC           | (Phe/F) Fenil-alanin | TCC           | (Ser/S) Szerin  | TAC           | (Tyr/Y) Tirozin                                                                      | TGC           | (Cys/C) Cisztein                                                                     | C              |
| T          | TTA           | (Leu/L) Leucin       | TCA           | (Ser/S) Szerin  | TAA           | Stop (okker)                                                                         | TGA           | Stop (opál) Egyes prokarióták esetében a (Sec/U) Szelenocisztein aminosavat kódolja. | A              |
| T          | TTG           | (Leu/L) Leucin       | TCG           | (Ser/S) Szerin  | TAG           | Stop (borostyán) Egyes prokarióták esetében a (Pyl/O) Pirrolizin aminosavat kódolja. | TGG           | (Trp/W) Triptofán                                                                    | G              |
| C          | CTT           | (Leu/L) Leucin       | CCT           | (Pro/P) Prolin  | CAT           | (His/H) Hisztidin                                                                    | CGT           | (Arg/R) Arginin                                                                      | T              |
| C          | CTC           | (Leu/L) Leucin       | CCC           | (Pro/P) Prolin  | CAC           | (His/H) Hisztidin                                                                    | CGC           | (Arg/R) Arginin                                                                      | C              |
| C          | CTA           | (Leu/L) Leucin       | CCA           | (Pro/P) Prolin  | CAA           | (Gln/Q) Glutamin                                                                     | CGA           | (Arg/R) Arginin                                                                      | A              |
| C          | CTG           | (Leu/L) Leucin       | CCG           | (Pro/P) Prolin  | CAG           | (Gln/Q) Glutamin                                                                     | CGG           | (Arg/R) Arginin                                                                      | G              |
| A          | ATT           | (Ile/I) Izoleucin    | ACT           | (Thr/T) Treonin | AAT           | (Asn/N) Aszparagin                                                                   | AGT           | (Ser/S) Szerin                                                                       | T              |
| A          | ATC           | (Ile/I) Izoleucin    | ACC           | (Thr/T) Treonin | AAC           | (Asn/N) Aszparagin                                                                   | AGC           | (Ser/S) Szerin                                                                       | C              |
| A          | ATA           | (Ile/I) Izoleucin    | ACA           | (Thr/T) Treonin | AAA           | (Lys/K) Lizin                                                                        | AGA           | (Arg/R) Arginin                                                                      | A              |
| A          | ATG           | (Met/M) Metionin     | ACG           | (Thr/T) Treonin | AAG           | (Lys/K) Lizin                                                                        | AGG           | (Arg/R) Arginin                                                                      | G              |
| G          | GTT           | (Val/V) Valin        | GCT           | (Ala/A) Alanin  | GAT           | (Asp/D) Aszparaginsav                                                                | GGT           | (Gly/G) Glicin                                                                       | T              |
| G          | GTC           | (Val/V) Valin        | GCC           | (Ala/A) Alanin  | GAC           | (Asp/D) Aszparaginsav                                                                | GGC           | (Gly/G) Glicin                                                                       | C              |
| G          | GTA           | (Val/V) Valin        | GCA           | (Ala/A) Alanin  | GAA           | (Glu/E) Glutaminsav                                                                  | GGA           | (Gly/G) Glicin                                                                       | A              |
| G          | GTG           | (Val/V) Valin        | GCG           | (Ala/A) Alanin  | GAG           | (Glu/E) Glutaminsav                                                                  | GGG           | (Gly/G) Glicin                                                                       | G              |

## A genetikai kód tulajdonságai

### Leolvasási keret
Mivel a DNS (vagy RNS) szekvenciájában semmi sem választja el egymástól a kodonokat (nincsen közöttük "vessző"), nem mindegy honnan kezdik el a leolvasást. Például egy GGGAAACCC sorrendű DNS-szakasz az első bázistól kezdve GGG, AAA és CCC kodonokat tartalmaz (ami glicin-lizin-prolinra íródik át), a másodiktól kezdve az olvasást viszont GGA és AAC-t (glicin-aszparagin), a harmadiktól pedig GAA-ACC-t kapunk, ami glutaminsav-treonint ad. Vagyis minden szekvencia háromféleképpen olvasható le, attól függően, hogy hol kezdjük el. Ez az úgynevezett leolvasási keret (angol kifejezéssel reading frame). Jól látható, hogy ha egy mutáció következtében egy vagy két bázis elvész a szekvenciából (vagy hozzáadódik), az teljesen tönkreteszi az utána következő bázisok leolvasását, mert a leolvasási keret eltolódik.

### Start és stopkodonok

A genetikai kód

A leolvasás kezdetét többnyire egy ATG (mRNS-en AUG) kodon jelzi, ami egyben a metionin kódja is. Az ATG (AUG) jelenléte önmagában nem elég, E. coli-ban az ún. Shine–Dalgarno-szekvencia jelzi, hogy startkodon és nem egyszerű metioninkódoló szakaszról van szó; ezenkívül iniciációs faktorokra is szükség van a leolvasás megkezdésére. Egyes fajok a GTG-t (GUG-t) vagy TTG-t (UUG-t) használják startkodonként: normálisan ezek valinként vagy leucinként íródnak át, de kezdőkodonként metionint (baktériumokban formilmetionint) jelentenek.
A leolvasás végét a három stopkodon közül valamelyik jelzi. A kutatók (Richard H. Epstein és Charles M. Steinberg) „színekkel” különböztették meg ezeket felfedezésük során: a TAG (UAG) borostyán, a TGA (UGA) opál, a TAA (UAA) okker. A borostyán színt barátjuk, Harris Bernstein miatt választották (Berstein jelentése németül), a másik két stopkodonnak ezután szintén színt választottak névnek. 
A három stopkodonból kettő baktériumok esetén aminosavat is kódol, az eukarióták 20 aminosaván felül. A TGA (UGA) triplet kódolja a 21. aminosavat a szelenociszteint, amely az egyetlen szeléntartalmú aminosav (ezt emberben a mitokondriumok termelik), a másik kódoló triplet az UAG, amely a 22. aminosavat, a pirrolizint jelenti.

### A kód degeneráltsága
A négy különféle bázis három kombinációja összesen 64 lehetőséget jelent, vagyis még a stopkodonokat beleszámítva is jóval többet, mint a húszféle aminosav. Ezért az aminosavak többségét több kodon is kódolja, ezt nevezik a kód degeneráltságának. Az aminosavak kodonjainak első bázisa – a leucin kivételével – mindig egyforma, és az esetek többségében a második is; a harmadik viszont szinte mindig különbözik. Erre mondják, hogy a kód "lötyög", csak az első bázis fix. Létezik olyan feltételezés, hogy az élet kezdetén a kodonok csak két bázisból álltak (esetleg közöttük egy elválasztó „vessző” bázissal) és csak 16 vagy kevesebb aminosavból épültek fel a fehérjék is. Később a kód hárombetűsre változott és az aminosavak száma kibővült.
A kód degeneráltsága azzal jár együtt, hogy a pontmutációk (melyek egy bázis megváltozásával járnak) nem feltétlenül jelennek meg fehérjeszinten. Például ha a GGC megváltozik GGA-ra, a kódolt aminosav ugyanúgy glicin marad. Ezek semleges mutációk és anélkül felhalmozódhatnak a DNS-ben, hogy annak bármilyen külső jele mutatkozna.

## Eltérések
Az univerzális genetikai kódtól az első eltérést 1979-ben fedezték fel az emberi mitokondriumokban. Azóta több apró eltérésre derült fény, főleg a mitokondriumban. A Mycoplasma fajok a TGA stopkodont triptofánként fordítják, egyes élesztőgombafajok pedig (pl. a Candida albicans) a CTG-t leucin helyett szerinként olvassák. Mivel a vírusok a gazdaszervezet fehérjeszintetizáló apparátusát használják, az ő kódjuknak is ugyanolyannak kell lennie, akkor is ha a gazdasejté eltér az univerzális kódtól.
Egyes fehérjékben különleges aminosavak találhatók: ezeket a stopkodonok kódolhatják és az mRNS-ben külön szignálszekvencia jelzi, hogy nem megállást jelentenek. Ilyenek a szelenocisztein (kódja a TGA) és a pirrolizin (TAG).
A kevés kivételtől eltekintve az összes szervezet teljesen ugyanazt a genetikai kódot használja, ami a földi élet monofiletikus (közös leszármazási vonalhoz tartozó) eredetére utal.

## Fordítás
- Ez a szócikk részben vagy egészben  a   Genetic code című angol Wikipédia-szócikk ezen változatának fordításán alapul.  Az eredeti cikk szerkesztőit annak laptörténete sorolja fel. Ez a jelzés csupán a megfogalmazás eredetét és a szerzői jogokat jelzi, nem szolgál a cikkben szereplő információk forrásmegjelöléseként.